# Middle Frisco (Nuevo México)
Middle Frisco es un lugar designado por el censo ubicado en el condado de Catron en el estado estadounidense de Nuevo México. En el Censo de 2010 tenía una población de 77 habitantes y una densidad poblacional de 49,55 personas por km².

## Geografía
Middle Frisco se encuentra ubicado en las coordenadas 33°41′54″N 108°45′45″O / 33.69833, -108.76250. Según la Oficina del Censo de los Estados Unidos, Middle Frisco tiene una superficie total de 1.55 km², de la cual 1.41 km² corresponden a tierra firme y (9.17%) 0.14 km² es agua.

## Demografía
Según el censo de 2010, había 77 personas residiendo en Middle Frisco. La densidad de población era de 49,55 hab./km². De los 77 habitantes, Middle Frisco estaba compuesto por el 77.92% blancos, el 0% eran afroamericanos, el 0% eran amerindios, el 0% eran asiáticos, el 0% eran isleños del Pacífico, el 14.29% eran de otras razas y el 7.79% pertenecían a dos o más razas. Del total de la población el 58.44% eran hispanos o latinos de cualquier raza.